# Тюне, Вольфганг
Вольфганг Тюне (8 октября 1949, Хайльбад-Хайлигенштадт, Германия) — немецкий гимнаст.

## Спортивные достижения
Вольфганг Тюне принимал участие в соревнованиях по художественной гимнастике на летних Олимпийских играх 1972 года, где завоевал бронзовую медаль с командой ГДР. Его лучшим индивидуальным достижением было седьмое место в соревнованиях на брусьях. В личном многоборье он был девятым.
На чемпионатах мира в 1970 и 1974 годах он завоевал две бронзовые командные медали, а в 1974 году ещё и серебряную медаль в соревнованиях на перекладине.
В 1975 году на чемпионате Европы по спортивной гимнастике в Берне он бежал в Западную Германию с помощью гимнаста ФРГ Эберхарда Гингера.
Причины побега гимнаста в ФРГ были следующие: после того, как гимнасты ГДР на чемпионате мира 1974 года уступили на некоторых снарядах первенство гимнастам ФРГ, методы их тренировок стали более рискованными для здоровья. Это привело к конфликту Туне с его тренером, так как он из — за высокого риска получить травму опасался за свое здоровье. А после плохого выступления на чемпионате Европы 1975 года в Берне ему ещё и угрожали дисциплинарными мерами. По завершении банкета для спортсменов в 1975 году в Берне Туне попросил западногерманского гимнаста Эберхарда Гингера помощи. Гингер и рад был стараться. Контрабандой, тайком он перевез его в своей машине на границу с Западной Германией к городу Эммендинген. Поступок Гингера вовремя не заметили и он продолжал выступать на соревнованиях. Брошенная спортсменом Туне семья подвергалась допросам службами ГДР, а сам гимнаст был приговорен заочно судом к тюремному заключению на двенадцать лет.
В 1977 году он выиграл многоборье на чемпионате Германии.
По окончании активного спорта Туне работал  тренером по спортивной гимнастике в одном из местных спортивных клубов.